# Liste der Baudenkmäler in Breitenbrunn (Schwaben)

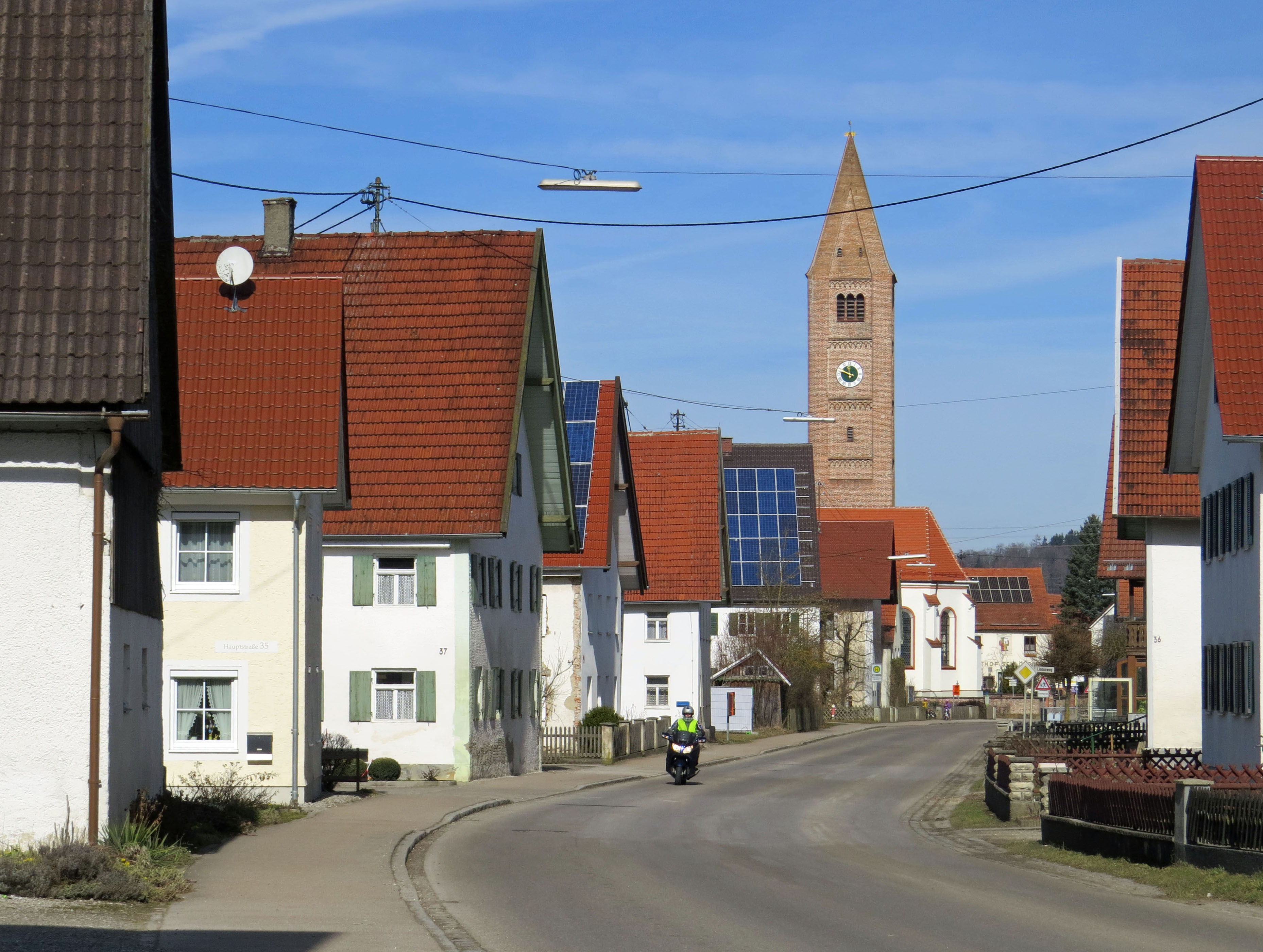
Hauptstraße in Loppenhausen

Auf dieser Seite sind die Baudenkmäler in der schwäbischen Gemeinde Breitenbrunn zusammengestellt. Diese Tabelle ist eine Teilliste der Liste der Baudenkmäler in Bayern. Grundlage ist die Bayerische Denkmalliste, die auf Basis des Bayerischen Denkmalschutzgesetzes vom 1. Oktober 1973 erstmals erstellt wurde und seither durch das Bayerische Landesamt für Denkmalpflege geführt wird. Die folgenden Angaben ersetzen nicht die rechtsverbindliche Auskunft der Denkmalschutzbehörde.

## Baudenkmäler nach Ortsteilen

### Breitenbrunn
| Lage                                | Objekt                             | Beschreibung | Akten-Nr.             | Bild           |
| ----------------------------------- | ---------------------------------- | --- | --------------------- | -------------- |
| Kirchstraße (bei Nr. 26) (Standort) | Stadel                             | stattlicher Fachwerkbau mit Satteldach, bezeichnet 1783. | D-7-78-121-3 Wikidata | Stadel         |
| Kirchstraße 2 (Standort)            | Pfarrhaus                          | zweigeschossiger, giebelständiger Satteldachbau mit Pilastergliederung, 1730; Pfarrstadel, Satteldachbau, 1736 erbaut, erneuert; Bildstock, 19. Jahrhundert; im Pfarrgarten. | D-7-78-121-1 Wikidata | weitere Bilder |
| Kirchstraße 8 (Standort)            | Katholische Pfarrkirche St. Martin | Saalbau mit Spiegeldecke und eingezogenem Chor, südlicher Satteldachturm, im Kern spätgotisch, Umgestaltung 1797 und 1879/80; mit Ausstattung.                               | D-7-78-121-2          | weitere Bilder |

### Achsenried
| Lage                                                                   | Objekt      | Beschreibung                                               | Akten-Nr.             | Bild           |
| ---------------------------------------------------------------------- | ----------- | ---------------------------------------------------------- | --------------------- | -------------- |
| Mitterfeld (westlich des Ortes, an der Straße nach Fürbuch) (Standort) | Feldkapelle | kleiner Rechteckbau mit Satteldach, 1852; mit Ausstattung. | D-7-78-121-5 Wikidata | weitere Bilder |

### Baumgärtle
| Lage                               | Objekt                                           | Beschreibung | Akten-Nr.             | Bild           |
| ---------------------------------- | ------------------------------------------------ | --- | --------------------- | -------------- |
| Baumgärtle (bei Nr. 11) (Standort) | Flurkreuz                                        | Steinsockel mit Eisenkreuz des 18. Jahrhunderts, Sockel bezeichnet 1920 | D-7-78-121-9 Wikidata | Flurkreuz      |
| Baumgärtle 4 (Standort)            | Historische Ausstattung der Kapelle des Klosters | Historische Ausstattung der Kapelle des Klosters; Gittertor, 18. Jahrhundert; im Garten. | D-7-78-121-6 Wikidata | weitere Bilder |
| Baumgärtle 8 (Standort)            | Forsthaus                                        | stattlicher, zweigeschossiger Walmdachbau, 18. Jahrhundert | D-7-78-121-7 Wikidata | Forsthaus      |
| Baumgärtle 10 (Standort)           | Katholische Wallfahrtskirche Mariä Opferung      | neubarocker, pilastergegliederter Saalbau mit Flachdecke und eingezogenem Chor unter Stichkappentonne, nördlicher Turm, von Michael Stark 1882/83, mit Teilen einer Gnadenkapelle von 1721, Turm 1889/90; mit Ausstattung. | D-7-78-121-8          | weitere Bilder |

### Bedernau
| Lage                      | Objekt                             | Beschreibung | Akten-Nr.              | Bild           |
| ------------------------- | ---------------------------------- | --- | ---------------------- | -------------- |
| Dorfstraße 22 (Standort)  | Bauernhaus                         | zweigeschossiger, traufständiger Satteldachbau, Wohnteil mit Putzgliederung, 1820. | D-7-78-121-10 Wikidata | Bauernhaus     |
| Kirchberg 2 (Standort)    | Schloss                            | stattlicher, dreigeschossiger Bau mit Zeltdach und Mittelrisalit, im Kern wohl 16. Jahrhundert, Umbau unter Joseph Ignatz von Kretz um 1764/65, 1966–68 stark verändert; Einfriedung, Stützmauern und zwei Rundtürme, Brüstungsmauern und Brücken, 19. Jahrhundert. | D-7-78-121-26 Wikidata | weitere Bilder |
| Kirchberg 2, 4 (Standort) | Katholische Pfarrkirche St. Georg  | pilastergegliederter Saalbau mit flacher Stichkappentonne und eingezogenem Chor, südlicher Turm mit Zwiebelhaube, spätgotisch mit mittelalterlichen Turmuntergeschossen, Turmoktogon vielleicht durch Thomas Natter spätes 17. Jahrhundert, Umgestaltung durch Michael Stiller 1709/10; mit Ausstattung; ehemaliger Verbindungsgang zum Schloss, kleiner Walmdachbau mit Tordurchfahrt, 17./18. Jahrhundert; an der Westseite. | D-7-78-121-11 Wikidata | weitere Bilder |
| Kirchberg 6 (Standort)    | Zehntstadel                        | pilastergegliederter Satteldachbau mit geschweiftem Giebel, von Johannes Kleinholz, 1763. | D-7-78-121-12 Wikidata | weitere Bilder |
| Schellenberg (Standort)   | Katholische Dreifaltigkeitskapelle | kleiner Rechteckbau mit Satteldach und halbrunder Apsis, 19./20. Jahrhundert; mit Ausstattung. | D-7-78-121-14 Wikidata | weitere Bilder |

### Fürbuch
| Lage                  | Objekt                                  | Beschreibung | Akten-Nr.              | Bild           |
| --------------------- | --------------------------------------- | --- | ---------------------- | -------------- |
| Fürbuch 16 (Standort) | Katholische Kapelle Unserer Lieben Frau | kleiner Rechteckbau mit halbrundem Schluss und Dachreiter mit Zwiebelhaube, 1854; mit Ausstattung.                                                                                                 | D-7-78-121-15 Wikidata | weitere Bilder |
| Fürbuch 38 (Standort) | Ehemaliges Schulhaus und Lehrerwohnung  | stattlicher, über geländebedingt teilweise hohem Sockel zweigeschossiger Walmdachbau mit nordseitigem risalitartigem Erschließungsanbau, mit halbrunden Vordächern über den Eingangstüren, um 1910 | D-7-78-121-27          | BW             |

### Korb
| Lage            | Objekt                          | Beschreibung                                                                                                  | Akten-Nr.              | Bild           |
| --------------- | ------------------------------- | --- | ---------------------- | -------------- |
| Korb (Standort) | Katholische Kapelle St. Michael | kleiner Rechteckbau mit eingezogenem, polygonalem Chor und Dachreiter, Ende 19. Jahrhundert; mit Ausstattung. | D-7-78-121-16 Wikidata | weitere Bilder |

### Loppenhausen
| Lage                                               | Objekt                                                   | Beschreibung | Akten-Nr.              | Bild           |
| -------------------------------------------------- | -------------------------------------------------------- | --- | ---------------------- | -------------- |
| Friedhofstraße 1 (Standort)                        | Leichenhaus                                              | Satteldachbau mit Dachreiter und Kreuzigungsgruppe des 2. Viertels 18. Jahrhundert, 1866; im neuen Friedhof.                                                                                | D-7-78-121-17 Wikidata | Leichenhaus    |
| Hauptstraße (am nördlichen Ortsausgang) (Standort) | Feldkapelle                                              | kleiner, pilastergegliederter Rechteckbau mit Rundbogenöffnung, 2. Hälfte 19. Jahrhundert; mit Ausstattung                                                                                  | D-7-78-121-23 Wikidata | weitere Bilder |
| Hauptstraße 56 (Standort)                          | Pfarrhaus                                                | zweigeschossiger, giebelständiger Satteldachbau mit profiliertem Traufgesims, 1812; Pfarrstadel, Satteldachbau mit korbbogigem Tor, 1812.                                                   | D-7-78-121-18 Wikidata | Pfarrhaus      |
| Hauptstraße 59 (Standort)                          | Katholische Pfarrkirche St. Johannes Baptist und Blasius | flachgedeckter Saalbau mit eingezogenem Chor unter Stichkappentonne, nördlicher Satteldachturm, im Kern spätgotisch, Turm bezeichnet 1522 und 1524, Veränderungen um 1710; mit Ausstattung. | D-7-78-121-19 Wikidata | weitere Bilder |
| Hauptstraße 63 (Standort)                          | Nebenhaus                                                | zweigeschossiger Satteldachbau, bezeichnet 1852. | D-7-78-121-20 Wikidata | Nebenhaus      |
| Kapellenweg (Standort)                             | Katholische Kapelle St. Maria                            | kleiner Rechteckbau mit Satteldach und halbrundem Schluss, 18. Jahrhundert; mit Ausstattung.                                                                                                | D-7-78-121-22 Wikidata | weitere Bilder |
| Wolfseige (1 km nordöstlich vom Ort) (Standort)    | Bildstock                                                | pilastergegliederter Rechteckbau mit Nische, 18. Jahrhundert | D-7-78-121-24 Wikidata | weitere Bilder |

### Steinbach
| Lage                 | Objekt                     | Beschreibung                                                                               | Akten-Nr.              | Bild           |
| -------------------- | -------------------------- | ------------------------------------------------------------------------------------------ | ---------------------- | -------------- |
| Steinbach (Standort) | Privatkapelle St. Nikolaus | kleiner Rechteckbau mit polygonalem Schluss und Dachreiter, 1962; Kruzifix, Holz, um 1520. | D-7-78-121-25 Wikidata | weitere Bilder |